# 706
Năm 706 trong lịch Julius.